# مولودیست

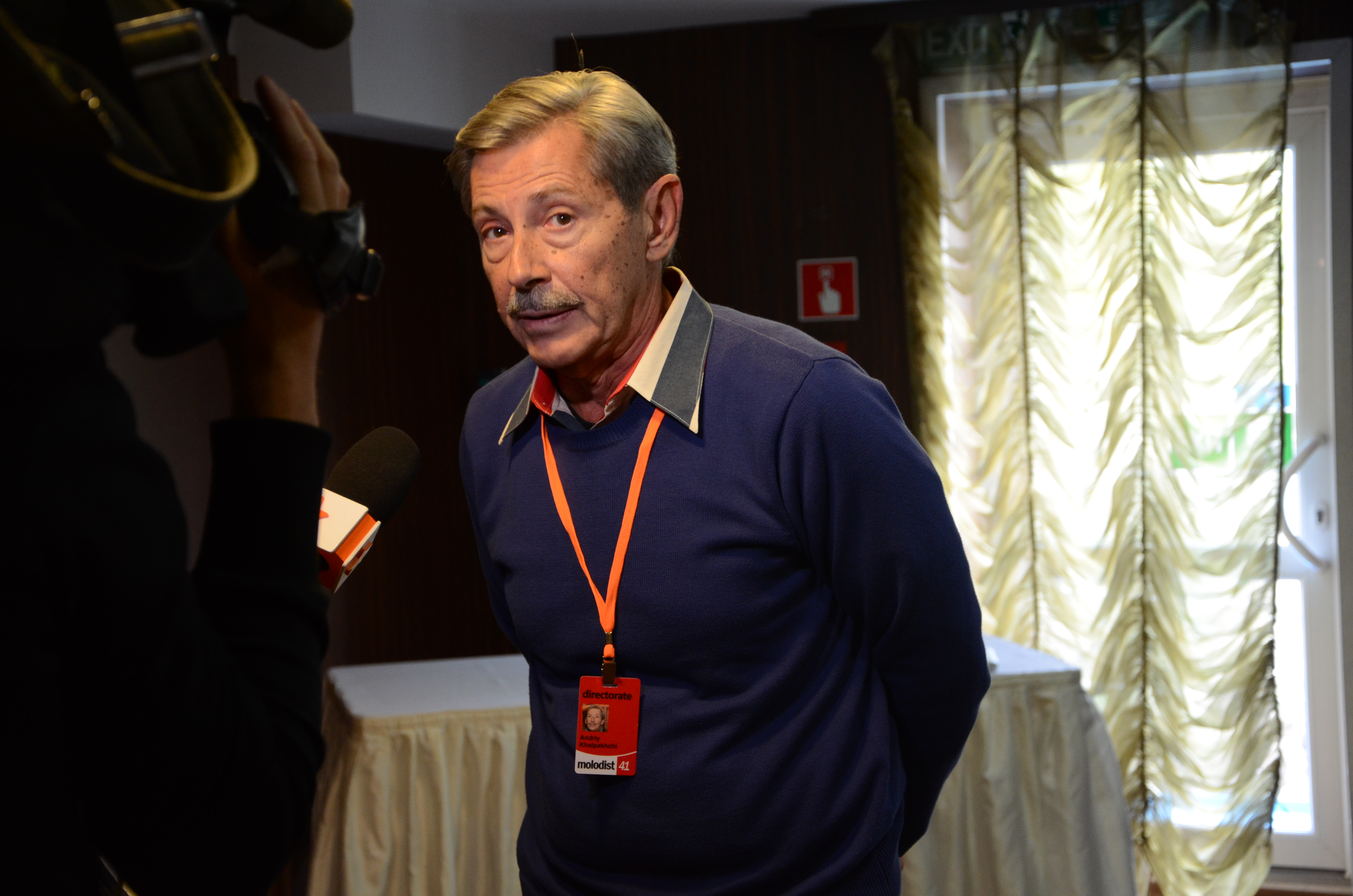
آندری خپوچکین

جشنواره بین‌المللی فیلم کی‌یف مولودیست (به اوکراینی: Молодість) یک جشنواره سالانه فیلم است که هر ساله در کی‌یف اوکراین برگزار می‌شود. جشنواره بین‌المللی فیلم مولودیست کیف که از قدیمی‌ترین جشنواره‌های اروپای شرقی استو تحت نظر فدراسیون جهانی تهیه‌کنندگان و باهدف ترویج سینمای حرفه‌ای در بین جوانان با شعار دستیابی به استانداردهای بالاتر در بخش‌های بلند، کوتاه، دانشجویی و کودک همراه با برگزاری کارگاه‌های آموزشی مختلف از ۲۴ اکتبر تا ۱ نوامبر اکتبر در کیف اوکراین برگزار می‌شود. این جشنواره در سال ۱۹۷۰ تأسیس شد.